# Статеві органи

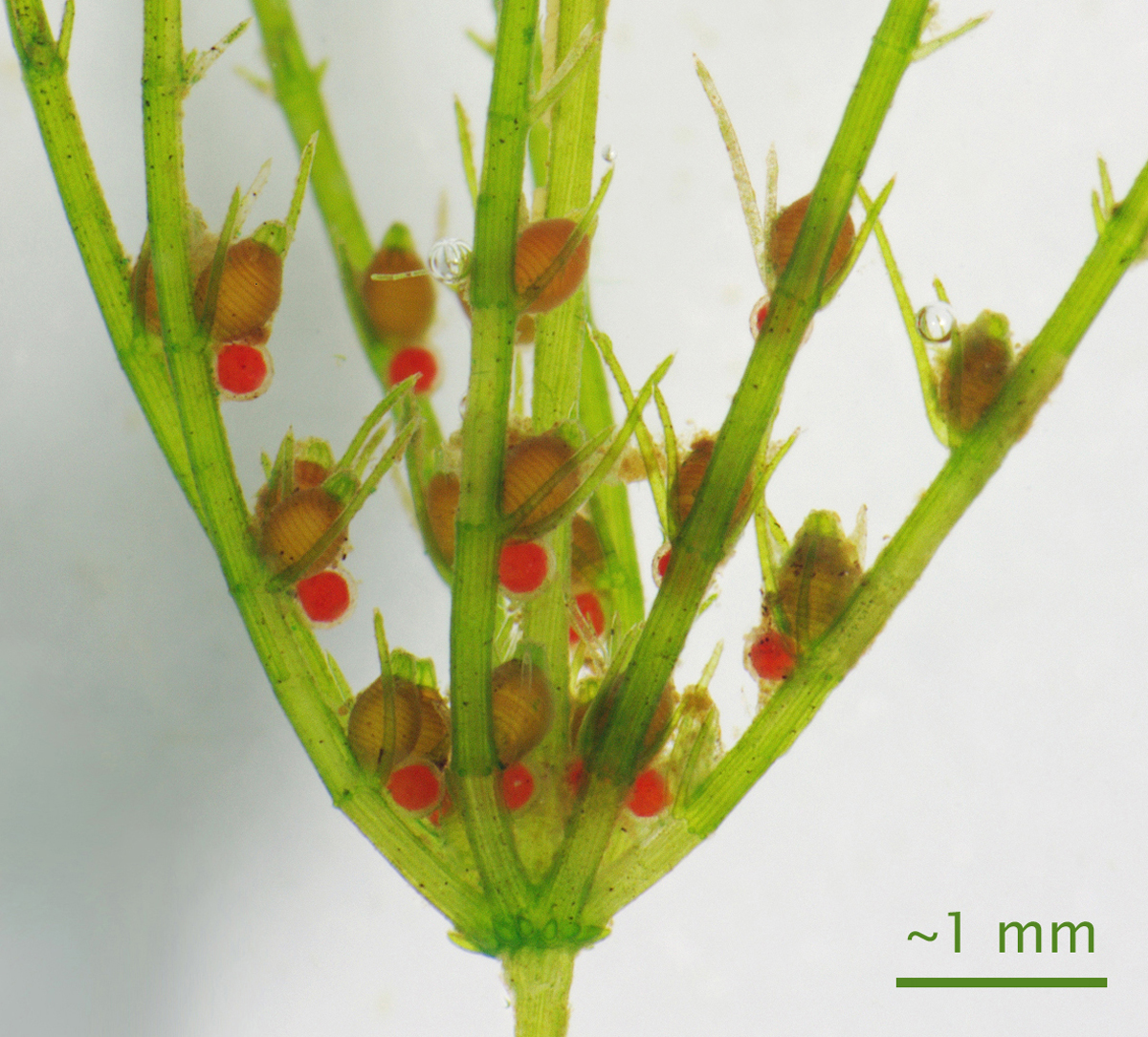
Фото, на якому зображені статеві клітини зелених водоростей. Червоні — чоловічі, а коричневі — жіночі.

Стате́ві о́ргани, також геніталії — органи статевого розмноження тварин і людини. До статевих органів належать статеві залози (гонади: яєчка, яєчники), статеві протоки (сім'явипорскувальна протока, фаллопієві труби), додаткові утвори (різні залози, сім'яні сумки, сім'яноприймачі й всі пристосування для виношування зародків) та копулятивні органи. 
Статеві органи характеризують первинні статеві ознаки.
Мохи, папороті та деякі подібні рослини мають гаметангії для репродуктивних органів, що входять до складу гаметофіта. На кольорах з квітучих рослин виробляють пилок і яйцеклітини, але самі по собі статеві органи знаходяться всередині гаметофіту всередині пилку і яйцеклітини.

## Статеві органи тварин
Серед тварин розрізняють форми, які мають в одному організмі чоловічі й жіночі статеві органи — п'явки, більшість паразитичних червів, губок, молюсків і деякі риби (Гермафродитизм), і роздільностатеві форми — більшість вільноіснуючих червів, комахи, риби, птахи, ссавці та інші не мають відокремлених статевих органів. Найпримітивніші з багатоклітинних — губки: статеві клітини (сперматозоїди і яйцеклітини) розвиваються у мезоглеї відповідної особини.
Найпростіші С.о. у кишковопорожнинних представлені тільки гонадами. У процесі еволюції хребетних тварин іде ускладнення С.о.: статеві залози з поперекової частини переміщуються у каудальному напрямі (особливо сім'яники); статевими шляхами стають протоки видільної системи, які відкриваються не в клоаку, а в сечостатевий синус, що витягується у всіх живородних тварин у довгий сечовипускний канал самців або відокремлюється в коротке вагінального переддвер'я самиці; формується матка (парна, або подвійна; двороздільна, дворога і, нарешті, проста), в якій відбувається розвиток зародка, копулятивні органи, що з'являються у тварин з внутрішнім заплідненням, виходять з клоаки на поверхню деяких окремих груп і набувають різноманітності; між сечостатевим синусом і каналом копулятивного органа встановлюється постійне сполучення.

## Статеві органи людини

Чоловіча статева система

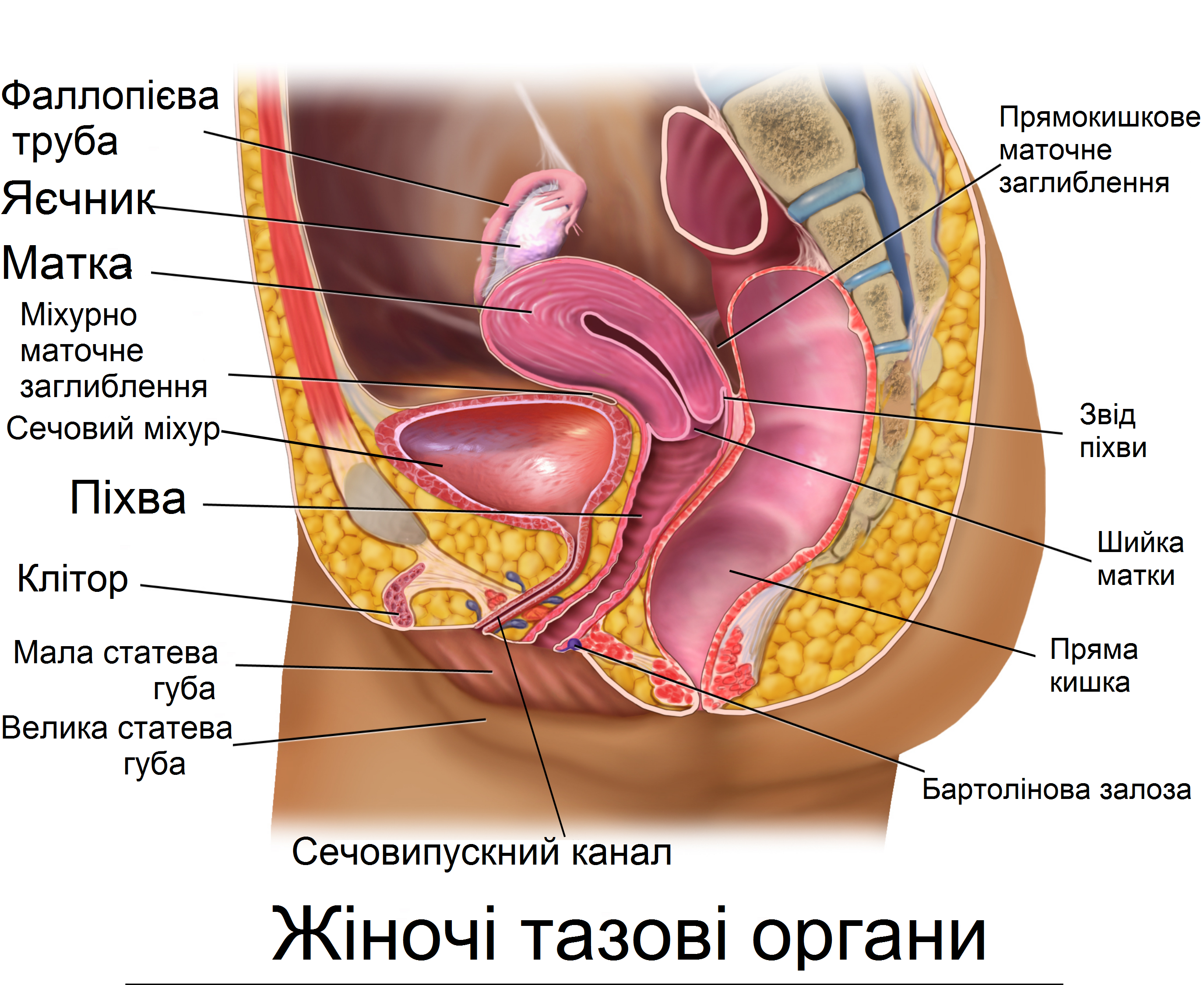
Жіноча статева система

У людини, як і у вищих ссавців, статеві органи тісно пов'язані з органами виділення, утворюючи єдину сечостатеву систему. Статеві органи (як жіночі, та і чоловічі) поділяють на внутрішні та зовнішні.
Внутрішні чоловічі статеві органи: яєчка з придатками, сім'явивідні протоки з сім'яними міхурцями, сім'явипорскувальні протоки, передміхурова залоза і куперові залози. Три останні утвори виділяють секрети, суміш яких утворює сім'яну рідину, що сприяє збільшенню рухливості сперматозоїдів. Зовнішні чоловічі статеві органи: мошонка, що вміщує яєчка, і пеніс.
Внутрішні жіночі статеві органи: яєчники, матка, фаллопієві труби, вагіна та клітор. Зріла яйцеклітина з яєчника через маткову трубу виходить у матку, далі — у вагіну. Зовнішні жіночі статеві органи (вульва): лобок, великі й малі статеві губи, присінок вагіни, бартолінові залози, гімен) і зовнішня частина клітора (голівка та капюшон). 

## Гігієна
Дотримання гігієни геніталій важливе для збереження їх фізіологічних функцій. При недотриманні гігієни виникають запальні процеси не тільки статевих органів, а й сусідніх: запалення сечовивідних шляхів (уретрит), сечового міхура (цистит), ниркових мисок (пієлонефрит). Менструальна гігієна та гігієна у зв'язку з вагітністю та пологами може суттєво впливати на жіноче здоров'я (див. Синдром токсичного шоку). Сексуальні контакти без належного захисту можуть спричиняти до хвороб, що передаються статевим шляхом, зокрема, СНІДу.